# Úholičky
Úholičky (deutsch Auholiček, 1939–45 Uholitz) ist eine Gemeinde in Tschechien. Sie liegt elf Kilometer nordwestlich des Stadtzentrums von Prag und gehört zum Okres Praha-západ.

## Geographie

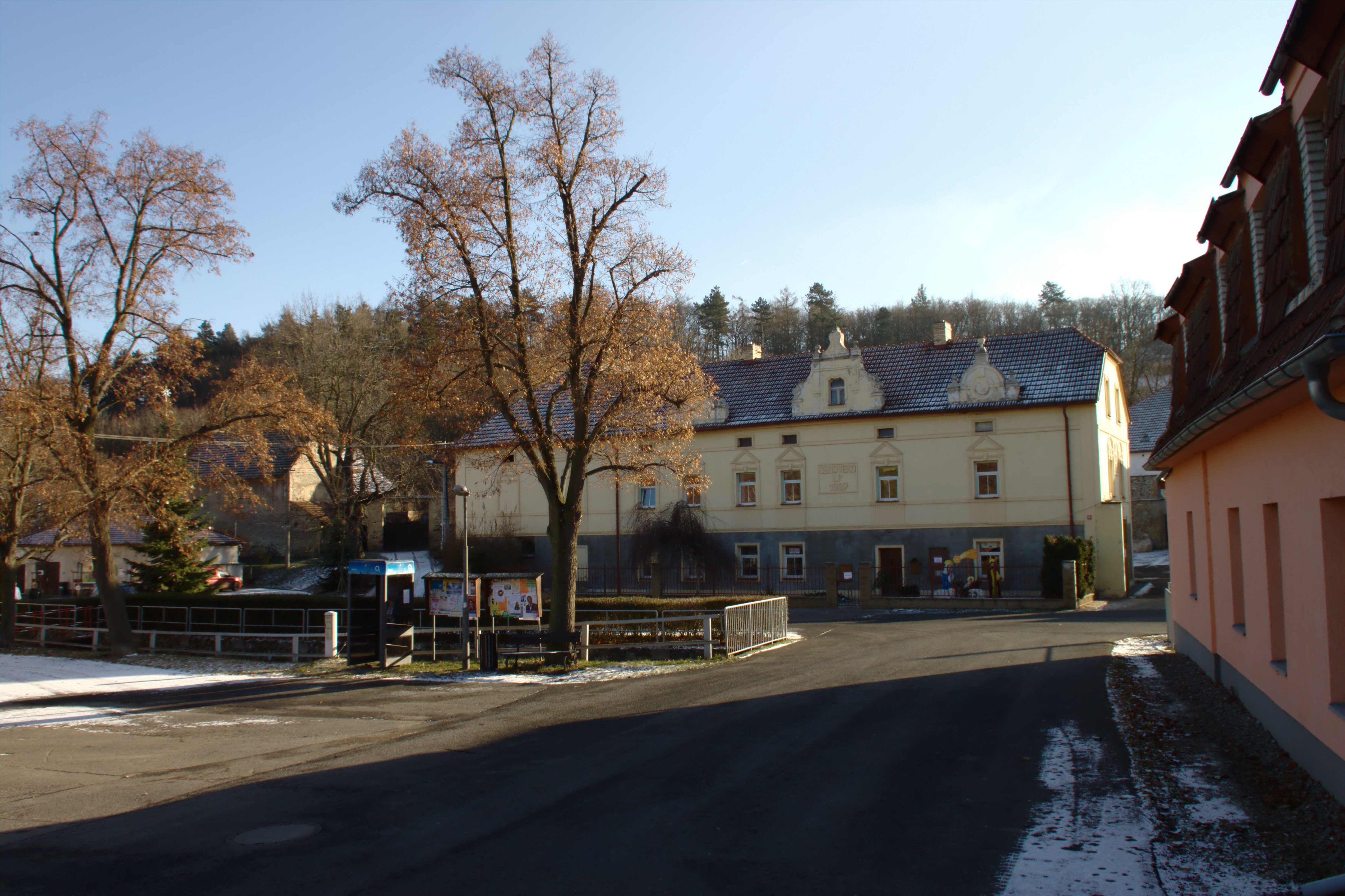
Dorfplatz

Úholičky befindet sich am Rande des Prager Kessels (Pražská kotlina) auf der Prager Hochfläche (Pražská plošina) im Tal des Baches Podmořanský potok. Nördlich erheben sich der Hřivnáč (321 m), Ers (345 m) und Krliš (308 m), im Nordosten der Stříbrník (311 m), östlich der Řivnáč (292 m) und der Na Vršcích (297 m) und im Süden der Na Habří (313 m). Nordöstlich des Dorfes verläuft die Bahnstrecke Praha–Děčín durch das Moldautal, die Bahnstation Úholičky liegt in Podmoráň.
Nachbarorte sind Tursko, Těšina, Chýnov und Libčice nad Vltavou im Norden, Letky, Řež, Chaloupky, Podmoráň, Stříbrník und Husinec im Nordosten, Žalov im Osten, Únětice im Südosten, Černý Vůl im Süden, Velké Přílepy im Südwesten, Kamýk im Westen sowie Svrkyně, Trněný Újezd und Kozinec im Nordwesten.

## Geschichte
Archäologische Funde belegen eine Besiedlung des Gemeindegebietes in der Zeit zwischen 1200 und 800 v. Chr. durch die Knovízer Kultur. Möglicherweise fand auf der Flur Na zabitém im nördlichen Teil des Katasters von Úholičky, wo sich heute die Deponie des Unternehmens REGIOS befindet, während des legendären Wiesenkrieges zwischen den Stämmen der Tschechen unter Neklan und Lutschanen im Jahr 863 die in der Chronica Boemorum erwähnte Schlacht auf dem Turzkoer Feld statt.
Das Gut Hoholice gehörte seit dem 14. Jahrhundert zu den Besitzungen des Domkapitels St. Veit auf der Prager Burg. Im Jahre 1420 bemächtigte sich König Sigismund des Gutes und überschrieb es Václav von Valovice. Dieser besaß wahrscheinlich nur einen Teil von Hoholice, denn wenig später führten Ulrich von Neuhaus und Zdeněk Konopišťský von Sternberg einen Streit mit der Prager Burggrafschaft über die beiden burggräflichen Dörfer Hoholice und Stodůlky.
Um 1600 erwarb das Prager Domkapitel das Gut kurzzeitig wieder zurück; im Jahre 1603 wurde es erstmals als Auholičky erwähnt. Wenig später trat der Besitzer der Herrschaft Tuchoměřitz den Hof Auholičky mit einer Mühle, einem Bauern und drei Chalupnern gegen 9500 Meißnische Schock an Wenzel Trmal von Toušice auf Chwatěrub ab. Nach der Schlacht am Weißen Berg wurden Trmals Güter konfisziert. Im Jahre 1624 verkaufte die Hofkammer das Gut an Karl I. von Liechtenstein, der es mit der Herrschaft Rostok vereinte. Die Fürsten von Liechtenstein verkauften Rostok mit Auholičky im Jahre 1803 an die Prager Rechtswissenschaftler Joseph Mader und Joseph Löhner. Nach dem Tode seines Schwiegervaters Mader wurde Löhner 1815 alleiniger Eigentümer der Herrschaft Rostok. Den zugehörigen Hof Auholičky verkaufte er an den Prager Bürger Martin Nowak. Damit wurde Auholičky zu einem landtäfligen Dominium. Nowak ließ im Hof ein Gefängnis anlegen, in dem er seine Untertanen selbst bei kleineren Vergehen ohne Verurteilung einsperren ließ. Nach Nowaks Tod erbte 1825 dessen gleichnamiger Sohn das Gut Auholičky mit einer Nutzfläche von 390 Joch 4391 Quadratklafter, zu dem ausschließlich das gleichnamige Dorf gehörte.
Im Jahre 1843 bestand Auholičky bzw. Auholiček aus 37 Häusern mit 239 tschechischsprachigen Einwohnern. Davon gehörten drei Bauern und zwei Chalupner zur Herrschaft Chrasstian. In Auholičky lebte eine jüdische Familie. Im Dorf gab es einen teilweise emphyteutisierten Meierhof mit der Wohnung des Amtsverwalters, eine Schäferei und zwei Wirtshäuser. Abseits lag die zweigängige Mühle Podmoran (Podmoráň). Die Einwohnerschaft setzte sich größtenteils aus Emphyteuten und Häuslern zusammen; daneben gab es zwei Schankwirte, zwei Schneider, einen Müller, einen Schmied, einen Schuhmacher und eine Hebamme. Pfarrort war Aunětitz. Bis zur Mitte des 19. Jahrhunderts blieb Auholičky Amtsdorf des gleichnamigen Gutes.
Nach der Aufhebung der Patrimonialherrschaften bildete Ouholičky / Auholičky ab 1850 eine Gemeinde im Bezirk und Gerichtsbezirk Smíchov. Die Familie Nowak verkaufte das Gut 1860; im Jahre 1873 erwarb es Josef von Waldstein. Dessen Sohn Zdeněk von Waldstein bot der Gemeinde ein Grundstück zum Bau einer Dorfschule an, was diese jedoch wegen befürchteter Abhängigkeit ablehnte. Waldstein verpachtete die Wirtschaftsgebäude und Felder 1880 an Abraham Stein, der in Ouholičky einen Zuchtbetrieb für Rübensaatgut errichtete. Im Jahre 1901 verkaufte die Familie von Waldstein das Schloss und Gut an den Agrarunternehmer Josef Wohanka. Er führte in Böhmen die Großproduktion von Rübensaatgut ein und betrieb mehrere Laboratorien, darunter eines in Ouholičky. Wohanka wurde für seine Verdienste für die Landwirtschaft durch Kaiser Franz Josef I. in den Ritterstand erhoben. Zu Beginn des 20. Jahrhunderts bestand das Dorf aus rund 100 Häusern. Josef Wohanka übergab den Saatgutzuchtbetrieb 1920 seinen Söhnen Miloš und Vladimír, die noch das Gut Tursko aufkauften. In Roztoky erwarben sie ein Fabrikgebäude, das zur Reinigungsanlage und Lager für Rübensaatgut umgenutzt wurde. In der Ortslage Krakov entstand in den 1920er Jahren ein Naturtheater. Der Ortsname Ouholičky wurde bis 1924 noch alternativ zu der Ende des 19. Jahrhunderts eingeführten heutigen Namensform gebraucht. 1927 wurde die Gemeinde dem Bezirk Praha-venkov und dem Gerichtsbezirk Praha-západ zugeordnet. Ab 1929 gehörte Úholičky zum Gerichtsbezirk Praha-sever. Das Dorf hatte im Jahre 1932 600 Einwohner. 1942 wurde Úholičky Teil des neu gebildeten Bezirkes Praha-venkov-sever. Nach dem Ende des Zweiten Weltkrieges kam Úholičky zum Gerichtsbezirk Praha-západ. Seit 1949 gehört die Gemeinde zum Okres Praha-západ. 1950 wurde ein Teil von Podmoráň eingemeindet, der andere Anteil verblieb bei Žalov. Úholičky wurde am 1. April 1976 nach Velké Přílepy eingemeindet. In den nachfolgenden Jahren unterblieben Investitionen in die örtliche Infrastruktur und das Dorf verfiel. Zudem sank die Zahl der Einwohner um ein Drittel. Seit dem 24. November 1990 bildet Úholičky wieder eine eigene Gemeinde.

## Gemeindegliederung
Für die Gemeinde Úholičky sind keine Ortsteile ausgewiesen. Zu Úholičky gehören die Ansiedlung Podmoráň (Podmoran) und die Einschicht Chaloupky.

## Sehenswürdigkeiten

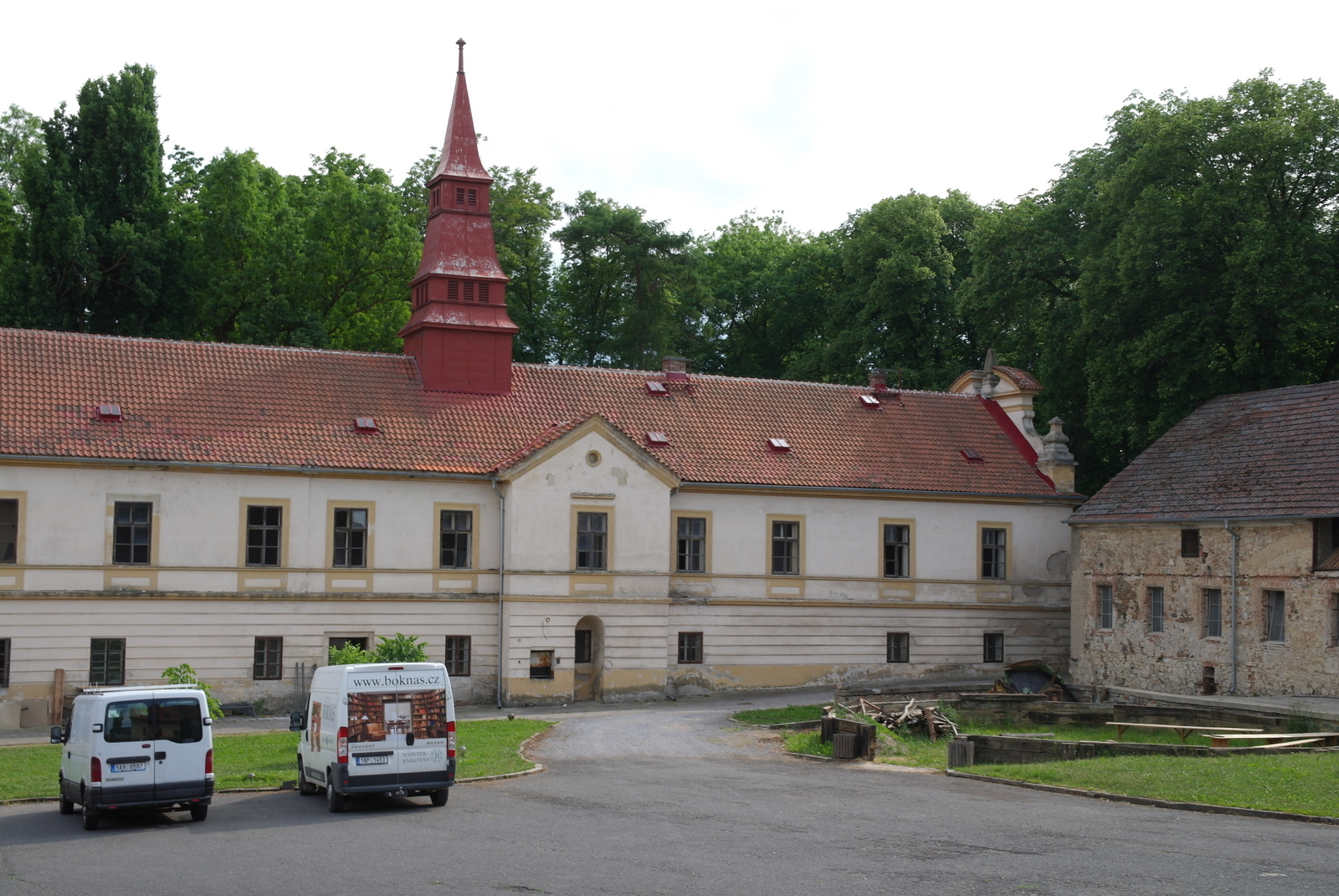
Schloss Úholičky

- Schloss Úholičky, im 19. Jahrhundert ließ die Familie Nowak den Meierhof erweitern. Im Jahre 1873 kaufte Josef von Waldstein zwei angrenzende Bauerngüter auf und ließ an deren Stelle einen Park anlegen. Seine heutige Gestalt erhielt das Schloss zwischen 1901 und 1909 unter Josef Wohanka. Heutiger Besitzer des restaurierten Schlosses ist der Pferdezüchter Petr Svoboda. Es ist nicht öffentlich zugänglich.
- Burgstätten Levý Hradec und Řivnáč, nordöstlich des Dorfes über dem Moldautal